# Nogent-le-Bernard
Nogent-le-Bernard là một xã thuộc tỉnh Sarthe trong vùng Pays-de-la-Loire phía tây bắc nước Pháp. Xã này nằm ở khu vực có độ cao từ 75-196 mét trên mực nước biển.